# Do Not Disturb (1999)
Do Not Disturb is een Nederlandse komische actie-thriller uit 1999 onder regie van Dick Maas. Hij verscheen als Silent Witness in de Verenigde Staten als direct-naar-dvd-uitgave, hoewel de film bedoeld was ook daar de bioscoop te halen. Verschillende andere Europese, Aziatische en Zuid-Amerikaanse landen vertoonden de film wel op het witte doek.

## Verhaal
De Amerikaanse Walter Richmond is met zijn vrouw Cathryn en tien jaar oude dochter Melissa in Amsterdam voor zaken. Het kleine meisje is sinds een ongeluk in het verleden stom en communiceert met haar ouders door te schrijven op een kunststof bord dat ze om haar nek bij zich draagt.
Na een bezoek aan het toilet van een hotel wandelt Melissa de straat op en is zodoende getuige van de moord op Simon van der Molen. Moordenaars Bruno Decker en Rudolph Hartman merken haar op en zetten vervolgens de jacht in op de ooggetuige van hun misdaad.

## Rolverdeling
| Acteur                | Personage           |
| --------------------- | ------------------- |
| William Hurt          | Walter Richmond     |
| Jennifer Tilly        | Cathryn Richmond    |
| Francesca Brown       | Melissa Richmond    |
| David Gwillim         | Simon van der Molen |
| Corey Johnson         | Bruno Decker        |
| Michael Chiklis       | Rudolph Hartman     |
| Denis Leary           | Simon               |
| Jason Merrells        | Chris Mulder        |
| Michael A. Goorjian   | Billy Boy Manson    |
| Elvira Out            | Politieagente       |
| Jack Wouterse         | Taxichauffeur       |
| John Jones            | Barman              |
| Edwin de Vries        | Gast in badjas      |
| Alfred van den Heuvel | Arts                |
| Victor Löw            | Kok                 |
| Arthur Japin          | Ober                |
| Horace Cohen          | Ober                |
| Elle van Rijn         | Prostituee          |
| Cynthia Abma          | Verpleegster        |
| Serge-Henri Valcke    | Zakenman            |